# واربرگیا آگاندنسیس
واربرگیا آگاندنسیس (نام علمی: Warburgia ugandensis) نام یک گونه از تیره کانلاسی است.